# ぼんちおさむ
ぼんち おさむ（本名：長瀬 修一（ながせ しゅういち）、1952年12月16日 - ）は、日本の漫才師、お笑いタレント・俳優。漫才コンビ「ザ・ぼんち」のボケ担当。吉本興業所属。大阪府大阪市大正区出身。旧芸名はおさむ。血液型O型。興國高等学校卒業。愛称は、おさむちゃん。
なお、父親が宮崎県東臼杵郡北浦町（現：延岡市）出身で、本人も「宮崎はボクのふるさととも言えるルーツですね」とコメントしている。

## 概要
少年時代、土曜日となれば吉本新喜劇、道頓堀アワー、松竹新喜劇とお笑い番組のTV放送に夢中だったという。高校卒業後、曾我廼家明蝶が主宰する明蝶芸術学院の演劇科で学び、喜劇役者を目指すがその演劇科が閉鎖となり、タイヘイトリオに師事し漫才に転向する。3か月ほど「やらかす一石二蝶」というコンビを組んでいた。後に里見まさと（旧芸名・まさと）と組んだ「ザ・ぼんち」時代には、「そーなんですよ川崎さん」（山本耕一の真似）、「潮来の伊太郎〜あれ〜」（橋幸夫の真似）、「おさむちゃんで〜す」などのギャグで1980年代前半の漫才ブームの頂点を極めた。
特に「お〜」から始まり「ちゃんで〜す」で終わるまで顔を真っ赤にしていきみまくる「おさむちゃんで〜す」のギャグで知られる。2000年に放送されたNHKラジオ「漫才ブームを振り返る」では、「おさむ」「ちゃんでーす」の間があるのは気合を溜めているから、とコメントしている。
弟子にジミー大西、吉田ヒロ、旧ジパング上陸作戦のチャド・マレーン、元つばさ・きよしのぼんちきよしなどがいる。
1981年、『恋のぼんちシート』でレコードデビュー。オリコンでは最高位第2位という、漫才師が出したレコードとしては最大のヒット曲となった。そして、2023年時点でかまいたちが同様に日本武道館で公演を行うまで唯一公演を行った芸人であった。
コンビ解散後は俳優としての活動も始め、テレビ朝日系のテレビドラマ『はぐれ刑事純情派』に里見刑事役で長年レギュラー出演した。2004年、フジテレビ・フジネットワークの特番『FNS27時間テレビ めちゃ2オキてるッ! 楽しくなければテレビじゃないじゃ〜ん!!』でコンビは復活した。「ザ・ぼんち」の再結成に伴い、漫才一本に専念するため里見刑事役を降板した。(後任は国広富之扮する須藤刑事、殉職後は植草克秀扮する夏目刑事)
ジェリー・ルイスの大ファンで、踊りや髪型などでの影響を受けている。
大阪市中央区西心斎橋二丁目にあるビジネスホテル・大阪帝国ホテルのオーナーを務めている。なお、大阪市北区天満橋一丁目にある高級ホテル・帝国ホテル大阪とは人的及び資本関係が一切なく無関係である。
ジャズボーカリストでもあり、関西のライブハウスのステージに立っている。帝国ホテルが毎年開催しているジャズフェスティバル「インペリアル ジャズ」大阪会場（帝国ホテル大阪）のステージにも立っている。

## 出演

### 映画
- マンザイ太閤記（1981年、アニメ） - 豊臣秀吉
- ビートキッズ（2005年） - ナナオの父親役で出演。
- 板尾創路の脱獄王（2010年）
- 難波金融伝・ミナミの帝王（1999年、2003年）
- 水の女（2002年）犬を散歩させている男
- サンブンノイチ（2014年）劇団の“変態”演出家

### テレビ番組

#### バラエティ
- オレたちひょうきん族（フジテレビ）
- おとなのえほん（1992年〜1993年、サンテレビ）
- ぼんちおさむのお料理パパ（1992年〜1995年、中京テレビ）
- FNS27時間テレビ めちゃ2オキてるッ! 楽しくなければテレビじゃないじゃ〜ん!!（2004年、フジテレビ・フジネットワーク）
- 雨上がり決死隊のトーク番組アメトーーク!（テレビ朝日）
- ジャイケルマクソン（毎日放送）
- ライオンのごきげんよう（フジテレビ）
- オールスター感謝祭（TBS）
- クイズダービー（1987年8月29日・5枠ゲスト解答者、TBS）
- プリ♥プリ→プリプリ（毎日放送） - 2012年4月から。木曜レギュラー

#### 演芸中継
- お笑いネットワーク（読売テレビ）
- 上方漫才まつり（毎日放送）
- 花王名人劇場（関西テレビ）
- THE MANZAI（フジテレビ）
- 初詣!爆笑ヒットパレード（フジテレビ）

#### ドラマ
- フジテレビ開局25周年記念「サザエさんVS意地悪ばあさんVSいじわる看護婦」（1984年、フジテレビ）
- 必殺橋掛人（1985年、朝日放送） - 伊太郎役
- はぐれ刑事純情派（1988年 - 2003年、テレビ朝日） - 里見大観巡査役
- 藤田まことの丹下左膳シリーズ（1990年 - 1994年、テレビ朝日） - 留吉役
- 幕府お耳役檜十三郎 第7話「秘密を盗んだ女」（1991年、テレビ東京）
- 土曜ワイド劇場「ドライバースクール殺人事件」（1991年、朝日放送） - 杉田良二役
- 金曜エンタテイメント「ニュースキャスター沢木麻沙子4・京都・加賀殺人事件」（2001年、フジテレビ） - 小林役
- 火曜サスペンス劇場「警部補 佃次郎21・妻の初恋」（2005年、日本テレビ）
- 戦国自衛隊・関ヶ原の戦い（2006年、中京テレビ・日本テレビ） - 稲垣 武司役
- 連続テレビ小説（NHK総合）
  - 芋たこなんきん（2007年）
  - 舞いあがれ!（2022年） - 医師 役[4]
- 水戸黄門（TBS）
  - 第36部 第19話「浪花娘 情けの恩返し・高野山」（2006年）- 与作役
  - 第38部 第5話「暴れ若様 まかり通る・和歌山」（2008年） - 五郎八役
- デカ 黒川鈴木 第7話（2012年、読売テレビ・日本テレビ） - 近藤正志役
- TRICK 新作スペシャル3（2014年1月12日、テレビ朝日） - 興行主 役
- 義母と娘のブルース謹賀新年スペシャル（2020年、TBS）
- 恋はつづくよどこまでも 第6話（2020年） ‐ 堤一郎太

#### CM
- 日本郵政（2023年）- ゆりやんレトリィバァと共演
- こてっちゃん（エスフーズ）（1980年代）- 財津一郎と共演

## 弟子
- ジミー大西
- 吉田ヒロ（ヒロ&ケイ）
- チャド・イアン・マレーン（チャド・マレーン）
- ぼんちきよし

## 関連人物
- B&B
- 西川のりお・上方よしお
- 西川のりお - 親友・ライバル。かつてビールスセブンというコントユニットを組んでいた頃、メンバーの犬猿の仲だった島田洋七と西川のりおとの間を取り持つ調停役だった。
- 上方よしお - 生年月日が同じ。
- ジミー大西 - 弟子。
- 大平サブロー - ひょうきん族にてものまねされたことがある。
- やかましトリオ - ひょうきん族にて洋七・のりおと結成。
- 加山雄三 - おさむのものまねの十八番。